# 蒙欽
49°25′17″N 28°58′48″E / 49.42139°N 28.98000°E
蒙欽（羅馬化：Monchyn）是位於烏克蘭西南部文尼察州裏文尼察區的波格列比謝市鎮的村落。該村面積0.25平方公里，海拔高度290米，2001年人口609，人口密度每平方公里2,475.61人。